# Виктория Барба
Виктория Ивановна Барба (на румънски: Victoria Ivanovna Barbă) е молдовска режисьорка на анимационни филми, най-вече за деца, и директорка на продуцентската къща „Флоричика“ в Република Молдова.

## Биография
Родена е на 19 септември 1926 година в Тамбов, тогава в СССР, в мъгленорумънско семейство. След Балканската война семейството е изселено от Южна Добруджа. По-късно в периода 1946 – 1948 година Виктория Барба заминава за Ленинград, където завършва Института за изящни изкуства „Вера Мухина“, днес Академията за изкуство и дизайн „Александър фон Щиглиц“ в Санкт Петербург⁠. След това завършва и Педагогическия институт „Йон Креанга“ в Кишинев (1952 – 1958), днес Държавен педагогически университет „Йон Креанга“.
През целия си живот си работи с продуцентската къща „Молдова филм“, като също така в 1967 година основава първото анимационно студио „Флоричика“, специализирано в производството на анимационни филми за деца. От 1977 до 1997 година „Флоричика“ е творческото подразделение на филмовото студио „Молдова филм“, от 1997 година – центърът за анимационно творчество за деца. Заснема над 160 филма, за които получва много награди от национални и международни фестивали и конкурси в Европа, Азия, Африка. Десетки млади хора са посветени в анимационния филм, техните творби са оценени не само на републикански изложби, но и на съюзни. Виктория Барба получва предложение за 100-дневен стаж в „Союзмулфилм“.
Филмите на продуцентската къща „Флоричика“ са прожектирани на всички континенти (с изключение на Австралия), представяни са на всички възможни международни фестивали за авторско и детско кино в света. „Флоричика“ създава филми по разказите на молдовския писател Спиридон Вангели. 
В 1982 година продуцентската къща печели диплома на традиционния международен конкурс за детска рисунка в Индия.
В 1980 година става членка на Съюза на кинематографистите на ССР, почетна артистка на Република Молдова от 1984 година, а от 1997 година е президент на Молдовския детски анимационен център.
През целия си живот Виорика Барба е наградена с 98 дипломи, 19 награди (включително 5 пъти Голямата награда) и 8 златни медала на републикански и съюзни фестивали. В 1984 година получава Висшата награда за обществено образование. Почетен магистър по изкуство на Молдавската съветска социалистическа република.
Виктория Барба умира на 3 май 2020 година.

## Филмография
1. Puiul de cocostârc în colivie, 1979
2. Mărțișor - sărbătoarea primăverii, 1980
3. Copiii, soarele și zăpada, 1981
4. În jurul lumii, 1982
5. Opriți timpul, 1982
6. Dragoste de țară, 1983
7. Hora de stele, 1985
8. Ziua de naștere a Carolinei, 1986
9. Căderea frunzelor, 1987
10. Podul de stele, 1987
11. Fantezie cosmică, 1989
12. Iepurașul din ianuarie, 1991[5]